# لسلی شارپ
لسلی شارپ (انگلیسی: Lesley Sharp؛ زادهٔ ۳ آوریل ۱۹۶۰) یک هنرپیشه اهل بریتانیا است. وی از سال ۱۹۸۶ میلادی تاکنون مشغول فعالیت بوده‌است.
از فیلم‌ها یا برنامه‌های تلویزیونی که وی در آن نقش داشته است می‌توان به اینکهارت، برهنه اشاره کرد.